# Phil Bee
Phil Bee (Jemappes, 1 december 1958) (pseudoniem van Philippe Bastiaans) is een Nederlandse zanger, gitarist en songwriter.

## Biografie

### Levensloop
Philippe Bastiaans werd geboren op 1 december 1958 in Jemappes. Zijn eerste levensjaren woonde hij in Tilburg. Zomer 1963 verhuisde het gezin naar Margraten. Philippe (de afgekorte naam Phil Bee werd pas vanaf na de eeuwwisseling gebruikt) ging naar de lagere school in Margraten en doorliep de middelbare school op het Sint Maartenscollege in Maastricht, alwaar hij in 1977 zijn Atheneum diploma haalde. Hij werd in de '70-er jaren meervoudig Limburgs (jeugd)kampioen tennis en speelde bij MLTC Ready Maastricht in het eerste team. Dit team promoveerde meerdere jaren achter elkaar tot aan de hoofdklasse zondag competitie. Hij verhuisde aansluitend 9 maanden naar Barcelona alwaar hij Spaans studeerde en dagelijks trainde. Met zijn broer Jean-Pol, die werkte en woonde in Zaragoza, ging hij ook in zaken. Bastiaans werd eenmaal terug in Nederland in 1978 gepromoveerd tot A-speler nadat hij in Nuenen het Nederlands B-kampioenschap op zijn naam had geschreven. Van eind 1979 tot begin 1981 werd de militaire dienstplicht vervuld, alwaar hij als tennisser alle trainingsfaciliteiten kreeg. In deze periode werd Philippe nationaal landmacht kampioen en behaalde hij een 2e plaats op de algemene militaire kampioenschappen. Eenmaal uit dienst richtte Bastiaans een handelsonderneming op die voornamelijk zaken deed met Europese postorderbedrijven. In de jaren daaropvolgend heeft hij zich toegelegd op de import van merkartikelen komende uit de Verenigde Staten en Azië. Deze werkzaamheden verricht hij tot op heden, naast de muzikale activiteiten die gaandeweg de jaren vorderden een steeds grotere plaats in zijn leven kregen.
Naast het tennis en zijn handelsonderneming was Bastiaans race coureur van medio 1988 tot en met eind 1992 in het Right Foot Racing team, opererend in de internationale lange afstand races, tourwagens. Bastiaans had een internationale race licentie en behaalde meermaals podiumplaatsen.

### Muzikale carrière
Bastiaans richtte zijn eerste band 'The Big Pig Band' op, in 1990. De bandleden waren plaatsgenoten uit zijn toenmalige woonplaats Maasmechelen in België. Er werden alleen covers gespeeld van grote blueshelden. In 1992 speelt hij kortstondig in de Geleense band 'Lime Street', eveneens een coverband. In 1993 wordt hem gevraagd leadzanger te worden bij D-Train. Een Nederlandse band die landelijke bekendheid genoot en gecontracteerd was bij het Tramp label van Paul Duvivié in Amsterdam. Met deze band speelde hij onder andere op het Amsterdam Blues Festival in de Meervaart (1994). Begin 1996 hield D-Train op te bestaan. Er werd een doorstart gemaakt met enkele leden van D-Train onder de naam Doctor Rhythm (1996). Met Doctor Rhythm werden twee albums uitgebracht, in 1998 (Get Lucky) en 2000 (Medication Time), uitgebracht op het I-C-U-B-4-T label.  Hierna begon hij een solo project onder de naam The Hendrix Files. Een hommage aan zijn held Jimi Hendrix. Dit resulteerde in een studio-CD (2002), met 16 Hendrix covers,  Op dit album werd voor het eerst de naam Phil Bee gebruikt. 
In 2003 toerde Bee tijdens de THF-Tour met onder andere Steve Lukather en Jan Akkerman. Met Jan Akkerman speelt hij nog (tot op heden) als vocalist. In maart 2004 vormde hij zijn eigen band, Phil Bee and the Buzztones genaamd. Deze vijfkoppige bluesband werd vóór hun eerste optreden op basis van hun demo al geboekt voor North Sea Jazz in juli van dat jaar, 2004. In mei 2006 verscheen het debuutalbum It's Alright (in 2004 verscheen het eerder vermelde demo-album), in 2008 gevolgd door Live At SBN.  In 2006 werd, als side project' de band The Hendrix Files opgericht met de musici Charly Verbinnen (gitaar), Hans Boeye (drums) en Geert Schuurmans (bass). Deze band speelde enkele jaren onregelmatig in clubs en festivals. Van hun optreden op Marktrock (Leuven) is de CD 'Live at Louvain' (2007) uitgekomen.
In 2008 vormde hij vervolgens de band King Mo. Het allereerste optreden in La Bonbonnière te Maastricht werd opgenomen. Hieruit kwam uiteindelijk de CD Live at La Bonbonnière voort. Vanaf april 2009 begon de band met een tournee door Nederland en België. Zo werden onder andere de festivals Ribs & Blues (Raalte), Highlands (Amersfoort), Zomerparkfeest (Venlo) en R&B Night Groningen in De Oosterpoort aangedaan.  De band won een prijs voor de beste blues-CD van het jaar 2009 met eerder vermeld album. Een jaar later, in april 2010, verscheen de tweede CD: Sweet Devil. King Mo speelde in februari 2011 op de International Blues Challenge in Memphis (Tennessee). De band bereikte daar de halve finale en speelde onder andere in de Blues Club van blueslegende B.B. King. In oktober 2010 werd de band genomineerd in vier categorieën van de Dutch Blues Awards en won de award van beste gitarist (Sjors Nederlof) en beste album (Sweet Devil).
Eind 2010 meldde het New Yorkse platenlabel Grooveyard Records zich bij de band voor een heruitgave van de eerste CD. Dit album kreeg bij Grooveyard Records een herdruk met de titel Live In Holland. Ook werd er een nummer toegevoegd waaraan Jan Akkerman en zijn gehele band hun medewerking verleenden, All along the Watchtower.
Het eerste studioalbum van King Mo, King of the Town, werd in mei 2011 op Continental Records uitgebracht. Deze cd werd uitgebracht in heel Europa. Op de CD staan tien liedjes, waarvan acht eigen nummers. In maart 2011 vertegenwoordigde de band Nederland bij de European Blues Challenge in Berlijn. De band speelde de daaropvolgende jaren op festivals in Frankrijk, Groot-Brittannië, Polen, Luxemburg, België, Duitsland en natuurlijk Nederland.
De band werd eind 2013 ontbonden Enkele maanden later vormde Bee een nieuwe band, Phil Bee's Freedom genaamd. In maart 2014 werd het allereerste live-optreden opgenomen, wat resulteerde in het eerste album van deze nieuwe formatie Caught live. De CD is aangevuld met slechts één studionummer, Sweet Rain, een nummer opgedragen aan Phil's overleden broer Jean-Pol. Deze CD werd uitgebracht op CRS in juni 2014. In 2016 volgde de tweede CD, "Memphis Moon" een studio-CD met 12 tracks waarvan negen originele nummers. De band won in oktober 2015 de Dutch Blues Challenge en vertegenwoordigde daarmee Nederland op de International Blues Challenge in Memphis eind januari 2016, alwaar de halve finale werd bereikt en onder andere in B.B. King's Blues Club werd gespeeld. In april 2016 behaalde de band de tweede plaats tijdens de European Blues Challenge in Torrita di Siena, Italië. In januari 2019 volgde het derde album van de band: HOME. Opgenomen in de Wisseloord Studio's in Hilversum. Het album bevat alleen eigen werk en werd uitgebracht op het Soul Sacrifice label. Kort daarna verlaten gitaristen Berland Rours en John Klaver de band. Hun vervangers zijn Guy Smeets en Stef Paglia waarmee in mei 2019 van het optreden op het Moulin Blues festival een live CD/DVD wordt geregistreerd en uitgebracht. Wederom op het Soul Sacrifice label (nov 2019).
Tussendoor werd Phil Bee in januari 2016 bekroond met de Dutch Blues Award, beste vocalist 2015. Het was de vierde nominatie in vijf jaar.
Van Oktober 2019 tot en met Maart 2020 neemt Phil Bee deel aan de theatershow van Johan Derksen 'The Sound of the Blues & Americana'. Er wordt in vijftig theaters in Nederland gespeeld vooraleer in maart 2020 de theatertour voortijdig eindigt in verband met de coronapandemie.
Maart 2020 besluit oprichter en naamgever van de band, Phil Bee, om de bandnaam en de merknaam “Freedom” te beëindigen. Bee gaat door als solo artiest weliswaar met deels dezelfde muzikanten maar met een forse koerswijziging in repertoire en uitstraling. In juni t/m augustus 2020 neemt Phil Bee deel aan het SBS6-programma We Want More en behaalt de finale en uiteindelijk de 6e plaats. Aan de hand daarvan vormt zich een samenwerking met André Hazes Jr waarmee Bee de single opneemt ‘Need your love so bad’. Uitgebracht op Dino Music . Met Hazes worden enkele optredens verzorgd onder andere in het Ziggo Dome, Amsterdam.
Tevens gaat Bee een samenwerking aan met het impresariaat Impact Entertainment om een eigen theatertour te beginnen. De 'Blue Eyed Blues & Soul Tour'. Door de reeds vermelde pandemie werden de gedane boekingen in 2020 echter allemaal geannuleerd of verplaatst.
In Februari 2021 wordt het album 'Against the Wind' door de Dutch Blues Foundation genomineerd voor de Dutch Blues Award 'Best Blues Album 2020'.
In juni/juli 2021 neemt Phil deel aan het televisieprogramma The Voice Senior. Alle opnames vinden plaats in het MediaPark in Hilversum. Hij kiest (na vier gedraaide coaches tijdens de Blind Auditions) voor coach Frans Bauer en op 20 juli wint Phil Bee The Voice Senior. De uitzendingen zijn in augustus, september en oktober. Op 8 oktober is de finale uitzending op RTL4. Meteen na de uitzending is Phil te gast bij de talkshow Jinek. Aansluitend wordt de single 'The Letter' opgenomen die op het label 8-Ball wordt uitgebracht. Tevens wordt een fysieke EP gereleased met deze single en de 4 Voice nummers.
In september 2021 wordt Phil Bee gevraagd door Jan Akkerman en zijn management om vocalist te worden in de Jan Akkerman Band. De band tourt sindsdien door diverse landen in Europa. 
Op 26 mei 2023 lanceren Phil Bee en Jan Akkerman hun single 'Piece of my heart' (B-kant 'Am I losing you') op het Soul Sacrifice label. De opnames hadden plaatsgevonden op 22 maart 2023 in de Woodstock Studio in Enschede. Muzikanten tijdens deze opnames: Pascal Lanslots (keys), Marco Oonincx (bass) en Arie Verhaar (drums). 
Op 28 mei 2023 ontvangt Phil Bee (voor het album Live a Tivoli Vredenburg) van de Dutch Blues Foundation de Award voor beste album 2022 uit handen van Lucas Vroemen, voorzitter van DBF. Dit gebeurt net voor het optreden bij 'Blues Maastricht'.

## Musici
Bee heeft onder andere samengewerkt met Andre Hazes, Jan Akkerman, Steve Lukather , Noel Redding, Trijntje Oosterhuis, Ana Popovic, Jeroen Rietbergen The Clarks en Frans Theunisz.

## Discografie

### Doctor Rhtythm
- 1998: Get Lucky (Music & Words)
- 2000: Medication Time (Music & Words)

### Phil Bee and Friends
- 2002: The Hendrix Files
- 2007: The Hendrix Files - Live at Louvain

### Phil Bee and the Buzztones
- 2004: Blues with a Buzz - Demo
- 2005: It's Alright (Inbetweens Records)
- 2008: Live at SBN (Inbetweens Records)

### King Mo
- 2009: Live at la Bonbonnière
- 2010: Live in Holland (Grooveyard Records)
- 2011: Sweet Devil (Firesea Records)
- 2012: King of the Town (Continental Records)

### Phil Bee's Freedom
- 2014: Caught Live (Continental Records)
- 2016: Memphis Moon (Continental Records)
- 2019: Home (Soul Sacrifice Records)
- 2019: Live at Moulin Blues (Soul Sacrifice Records)

### Phil Bee
- 2018: Yesterday & Today (Soul Sacrifice Records)
- 2020: Against the Wind (Soul Sacrifice Records)
- 2021: The Letter (8-Ball)
- 2022: Live at Tivoli Vredenburg (Soul Sacrifice Records)